# Eupithecia alpinata
Euphitecia alpinata es una especie de polilla de la familia Geometridae. La especie fue descrita por primera vez por Samuel E. Cassino habiendo sido descrita en 1927, con distribución en Texas y Arizona. El holotipo de la especie fue descrita en los alrededores de Alpine (Texas).
Es una polilla pequeña con una envergadura de 17 milímetros (0,7 plg). Los adultos vuelan de marzo a mayo. 